# 背腹性
背腹性（はいふくせい、dorsiventrality）とは、生物の持つ極性の一つで、地面などの物体に対してある生物の面が一定している場合、それらの面の相互関係を指す。物（基質）に対する面を腹（はら、venter）、その反対の遊離面を背（せ、dorsum, back）と呼ぶ。また、背腹軸において腹のある方を腹側（ふくそく、はらがわ、adj. ventral）、他方を背側（はいそく、せがわ、adj. dorsal）という。

## 動物における背腹性
動物において、背腹軸（はいふくじく、dorso-ventral axis）は前後軸とともに体制の基本となる体軸で、背側と腹側を結ぶ軸である。動物の中でも、有櫛動物・刺胞動物は背腹軸を持たず、上下軸を中心軸として放射相称となるため、放射相称動物と呼ばれる。それに対し、3胚葉性の動物は、主軸である前後軸に加えて背腹性を持つことで左右相称となっているため、左右相称動物と呼ばれる。左右相称動物では、前後軸が主軸であり、背腹軸はそれに付随する第2の軸（副軸）である。背腹軸は厚軸（こうじく、独: Dickenachse）、矢状軸（しじょうじく、sagittal axis、独: Pfeilachse）とも呼ばれる。

### 背腹軸の決定
多くの動物では、細胞外に放出される BMP（骨形成因子）というリガンドとコルディン (Chordin) などの BMP 拮抗因子によってつくられる BMP 活性の濃度勾配によって背腹軸が形成される。特に、扁形動物、節足動物、棘皮動物、脊椎動物において、BMP が背腹軸の形成に関与していることが示されており、外胚葉は BMP 活性が高いと表皮に、低いと神経に分化する。
19世紀前半から脊椎動物と他の動物では背腹軸に沿った器官配置が反転していることが指摘されていたが、実際に脊椎動物で BMP が腹側で発現し、背側でコルディンなどが発現しており、節足動物では背側で BMP に相同な分子が、腹側で BMP 拮抗因子に相同な分子が発現していることが分かっている。

#### 節足動物
ショウジョウバエ（節足動物）では背側を決めるのが、TGF-β スーパーファミリーに属し BMP と完全に相同な Dpp (Decapentaplegic) タンパク質の濃度勾配とスクリュウ (Scw, Screw) である。Dpp の濃度勾配の境界は Dpp/Scw に結合して活性を阻害する、コルディンと相同な Sog を介して形成される。逆にショウジョウバエにおける腹側を決めるのは dorsal 遺伝子で、細胞性胞胚期において腹側に転写因子ドーサルタンパク質 (Dorsal) が多く分布し、背側への分化を抑制する。

#### 脊椎動物
昆虫の卵では背腹軸は受精前から決定されているのに対し、両生類（脊椎動物）では背側は受精の際、精子の侵入と反対側に灰色三日月環が形成され、そこから原腸陥入が起こって背側となる。将来の背側領域で Wnt シグナル伝達系のディシェベルド (Dsh, Dishevelled) が活性化して他の因子を活性化し、反応の下流でオーガナイザーを誘導する。
さらに、脊椎動物の神経管の背腹軸は、胚の背腹軸形成の完成後に進行するが、神経管の腹側領域（フロアプレート）や脊索で Shh (sonic hedgehog) タンパク質、Wnt 拮抗因子、BMP 拮抗因子が発現し、これらの濃度勾配によって神経管内で下流標的因子の発現活性が活性化または抑制されることで種々の神経細胞が分化する。最も BMP 活性が高い背側では Msx 陽性の神経前駆細胞、続いて Gsh 陽性の神経前駆細胞、更に Shh が発現する最も腹側では Nkx 陽性の神経前駆細胞が背腹軸に沿って形成される。これらの発現パターンは左右相称動物の中枢神経系で広く保存されている。

## 植物における背腹性

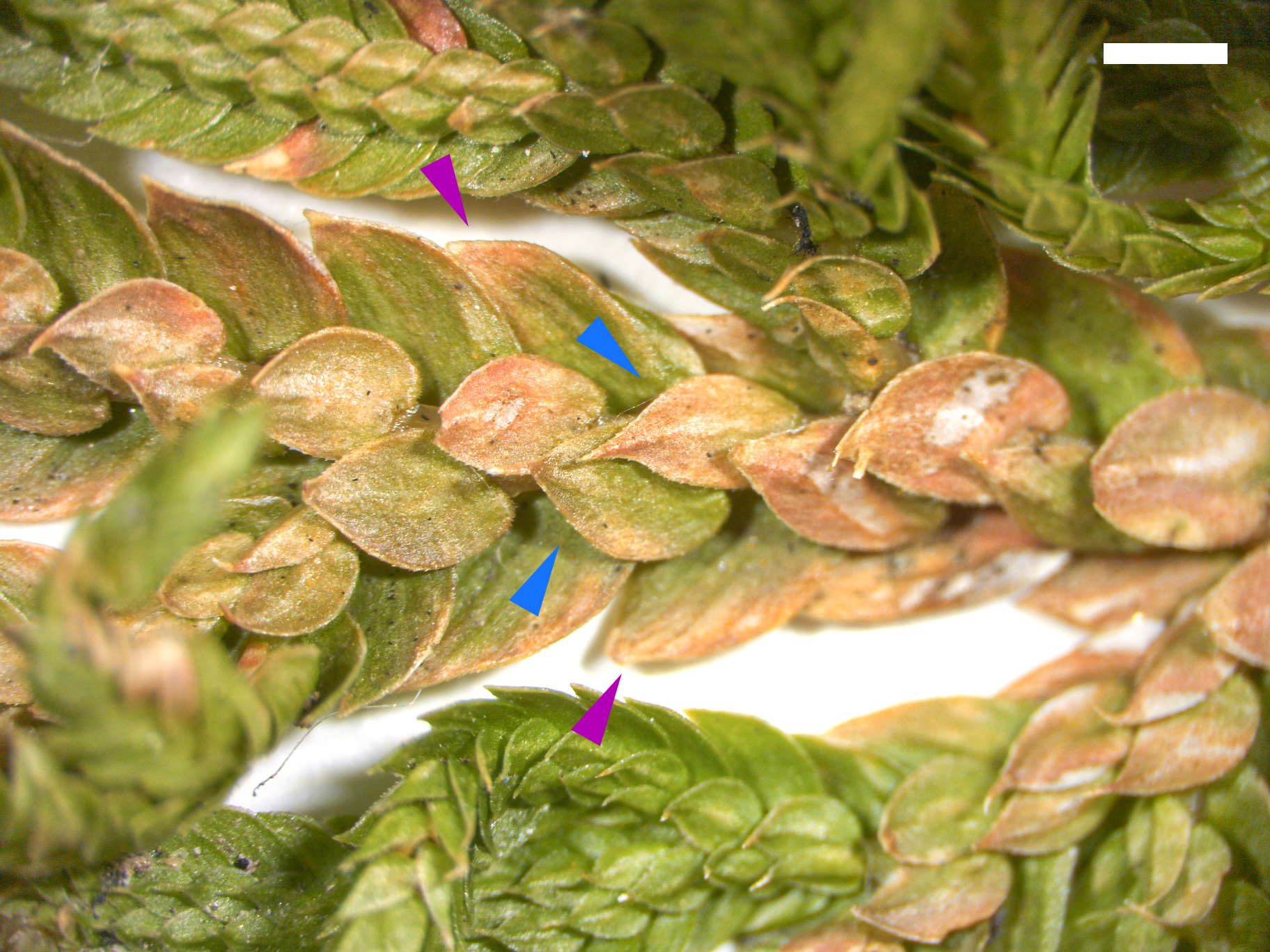
イヌカタヒバ （イワヒバ科）は不等葉性を持ち、背葉（青色）と腹葉（赤色）の形が異なる。スケールバーは 1 mm。

植物の軸性について、維管束植物では一般的に茎の中央を通る上下軸を主軸とする。そして、軸に対する側生器官（葉・腋芽など）について、原基の段階でのシュート頂に対する関係を、軸に向かう方を向軸（こうじく、adj. adaxial）、その反対を背軸（はいじく、adj. abaxial）と呼ぶ。

### シュートにおける背腹性
普通、茎は本質的な背腹性を示さないとされる。しかし、匍匐性のものやカワゴケソウ科、着生植物では著しく扁平となり、内部構造も背腹性を持つものが存在する。そのような種では、動物と同様に、基質に対する面を腹面、遊離面を背面とみなす。
小葉植物のヒカゲノカズラ科およびイワヒバ科は匍匐を行い、形態は背腹性を示すが、葉序は明確な背腹性を持たないとされる。ただし、ヒカゲノカズラのシュートにおいて、維管束の腹側には根を内生発生させる「腹側組織 ventral tissue」が分布し、内部構造においても背腹性が見られる。
ヒノキ Chamaecyparis obtusa でも葉序は十字対生であるが、シュートそのものに背腹性をもち、上下左右の葉には形の相違がある不等葉性を示す。
茎が横臥するものや着生するものでは葉序に背腹性を示す。大葉シダ植物のハカマウラボシ Drynaria roosii やカニクサ Lygodium japonicum では、横走する根茎の背面側に少なくとも見かけ上1縦列または2縦列に葉を生じる。サンショウモ Salvinia natans では、水面に横たわる茎の上面寄りに2個の浮葉、その側方に側枝を挟んで1個の根葉が1組となって茎の上面寄りの2列をなして着生する背腹性葉序を示す。種子植物でも、根茎や着生する茎では葉が上面または背面側に偏位する。エノキ Celtis sinensis、クリ Castanea crenata、サワシバ Carpinus cordata、カラタネオガタマ Michelia figo などの側枝は背腹性葉序をもつ。偏2列縦生で、2縦列は下方へ偏るが、腋芽にはその性質はない。カラタネオガタマでは、側枝の葉の2縦列間の下側の開度は葉の分化当初から100°–150°の範囲で枝により異なるが、1つの枝としては一定で、腋芽の側生第1前葉は直上茎では基本螺旋の進向側に、横枝では向地側に着生する。エノキなどの実生の主軸は当初直立しているが、少し成長すると主軸が横斜し、葉序も背腹性を示す。

### 葉における背腹性
葉における背腹軸は向背軸性と呼ばれる。葉の場合、いわゆる表側の面（上面）を向軸面（こうじくめん、adaxial surface）で、裏側の面（下面）を背軸面（はいじくめん、abaxial surface）と呼ぶ。これを背腹性で考えたとき、軸に対する面、すなわち向軸面（上面）を腹面（ふくめん、ventral）、背軸面（下面）を背面（はいめん、dorsal）と呼ぶ。葉の向背軸は葉原基にて決定される。